# Neutralisation de Rabaul
Campagnes de Nouvelle-Guinée et des îles Salomon de la Seconde Guerre mondiale
Batailles
- Rabaul
- 1re Salamaua-Lae
- Mer de Corail
- Piste Kokoda
- Baie de Milne
- Goodenough
- Buna-Gona-Sanananda
- Lilliput
- Merauke

- Wau
- Mer de Bismarck
- I-Go
- 2e Salamaua-Lae
- Chronicle
- Monts Finisterre
- Bougainville
- Bombardement de Wewak
- Péninsule de Huon
- Nouvelle-Bretagne
- Bombardement de Rabaul

- Neutralisation de Rabaul
- Îles de l'Amirauté
- Emirau
- Take Ichi
- Nouvelle-Guinée occidentale

Rabaul est une ville de l'est de la Nouvelle-Bretagne, en Papouasie-Nouvelle-Guinée. Les forces japonaises débarquent à Rabaul le 23 février 1942, la capturant en février de la même année. L'ancien territoire australien est transformé en une importante installation navale et aérienne japonaise. Les Japonais l'utilisent comme point de lancement pour les renforts japonais en Nouvelle-Guinée et Guadalcanal. Tout au long de la campagne des Salomon, la neutralisation de Rabaul deviendra l'objectif principal de l'effort allié dans les Salomon.

## Contexte
Après sa capture par la South Sea Force en janvier 1942, Rabaul est transformé en une base de flotte majeure par les Japonais, devenant finalement la position japonaise la plus fortement défendue dans le Pacifique Sud. L'emplacement stratégique de Rabaul, ses multiples aérodromes et son grand port naturel en font la base idéale pour les navires, les avions, les troupes et les fournitures pendant les campagnes de Nouvelle-Guinée et de Guadalcanal. L'armée japonaise creuse plusieurs kilomètres de tunnels pour s'abriter des attaques aériennes alliées. Ils agrandissent également les installations en construisant des casernes militaires et des structures de soutien. En 1943, environ 110 000 soldats japonais sont basés à Rabaul.
Après la fin de l'emprise japonais sur Guadalcanal au début de 1943, les forces alliées commencent la poussée des îles Salomon vers Rabaul. Les Marine Raiders et les troupes de l'armée américaine débarquent dans les îles Russell peu de temps après, et une base aérienne y est établie. Les forces américaines poussent ensuite les Japonais hors du groupe d'îles de la Nouvelle-Géorgie en août 1943. Ici, le commandement japonais avait investi des hommes et des fournitures dans la construction d'un aérodrome à Munda, ce qui s’avéra être un gaspillage. Les avions de la 5e force aérienne des États-Unis lancent de petites attaques en octobre et un important raid aérien allié sur Rabaul a lieu le 3 novembre. Ce raid détruit 52 avions japonais et cinq navires de guerre. La plupart des navires de guerre japonais seront alors retirés le 6 novembre. À partir du 1er novembre, les Marines américains commencent à débarquer au cap Torokina, à Bougainville, où plusieurs aérodromes sont construits par les forces alliées.
Une fois les principales possessions japonaises autour de Rabaul capturées, les forces aériennes alliées peuvent alors commencer la neutralisation permanente de Rabaul. Et dans le cadre des efforts visant à isoler la base de Rabaul, les troupes de l'armée américaine débarquent à Arawe, dans l'ouest de la Nouvelle-Bretagne, le 15 décembre, et la 1re division des Marines débarquent au cap Gloucester le 26 décembre 1943.

## Premières attaques aériennes
En tant que principale base de la flotte japonaise dans le Pacifique Sud, Rabaul avait subi une attaque aérienne alliée continue depuis le premier raid des Catalina de la Royal Australian Air Force (RAAF) en janvier 1942. Cependant, un manque de ressources et les énormes distances impliquées (Rabaul était à 500 milles de l'aérodrome le plus proche de la RAAF à Port Moresby) ont fait en sorte que ces attaques sont restées de petite ampleur et sporadiques pendant près de deux ans.

## Bombardements d'octobre à novembre
Dans le cadre de l'opération Cartwheel, l'US Fifth Air Force, la Royal Australian Air Force et la Royal New Zealand Air Force (RNZAF), toutes sous le commandement du général George Kenney, lancent une campagne de bombardement soutenue contre les aérodromes et le port de Rabaul en fin 1943. La mission initiale est réalisée par 349 avions le 12 octobre 1943, mais ne peut être poursuivie immédiatement en raison du mauvais temps. Un seul raid de 50 bombardiers moyens B-25 Mitchell atteint la cible le 18 octobre. Les attaques soutenues reprennent le 23 octobre, aboutissant à un grand raid le 2 novembre.
Après une première tentative japonaise de repousser l'invasion amphibie alliée de Bougainville contrecarrée par les forces de surface de la marine américaine lors de la bataille de la baie de l'Impératrice-Augusta, la marine impériale japonaise déploie une importante force navale de Truk à Rabaul pour une deuxième tentative. N'ayant pas de force de surface comparable, l'amiral William Halsey répond en ordonnant au contre-amiral Frederick C. Sherman de lancer une attaque à l'aube sur la flotte japonaise à Rabaul en utilisant les groupes aériens des porte-avions USS Saratoga et USS Princeton, suivi une heure plus tard par un raid de la Fifth Air Force de bombardiers lourds B-24 Liberator. Ces attaques réussirent à endommager six des sept croiseurs japonais présents dans le port de Simpson, mettant fin à la menace japonaise pesant sur le débarquement de Bougainville. Un raid suivant le 11 novembre comprenant les trois porte-avions du Task Group 50.3 commandé par le contre-amiral Alfred E. Montgomery inflige des dégâts supplémentaires au croiseur léger Agano et abat 35 avions japonais.

## Début de la campagne de neutralisation

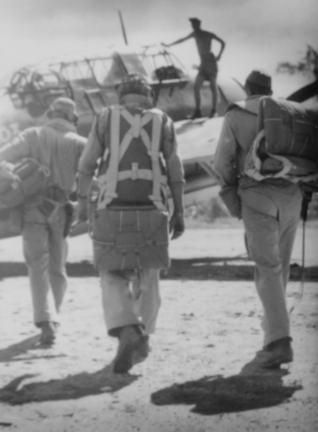
Un équipage de l'US Marine TBF Avenger se prépare pour une autre mission au-dessus de Rabaul.

La capture de Bougainville et de Buka amène Rabaul à portée des bombardiers tactiques terrestres de l'US Navy et du Marine Corps, préparant le terrain pour la campagne de pacification à suivre. Plutôt que de tenter de capturer la position fortement fortifiée, les Alliés décident de neutraliser Rabaul en l'isolant et en éliminant sa puissance aérienne. La première attaque aérienne de la campagne de neutralisation est prévue pour le 17 décembre 1943. L'attaque est lancée depuis l'aérodrome de Torokina à Bougainville et se compose de trente et un Marine F4U Corsair, de vingt-trois chasseurs P-40 de la RNZAF, de vingt-deux F6F Hellcats de l'US Navy et d'un nombre légèrement inférieur de bombardiers B-24 de l'Army Air Forces. L'attaque reçoit une réponse modeste des Japonais,  seuls sept chasseurs japonais sont perdus. Trois P-40 de la RNZAF sont perdus, dont deux avec leurs pilotes. Une attaque similaire a lieu le 19 décembre ; quatre avions japonais sont détruits, dont deux crédités à des chasseurs du Marine Corps.
La première attaque « à grande échelle » a lieu le 23 décembre. Contrairement aux frappes précédentes, les bombardiers de l'armée de l'air atteignent leur cible en premier, les chasseurs suivant par la suite. Quarante chasseurs japonais sont déployés en réponse, dont trente sont censés avoir été détruits par des combattants alliés, bien que les archives japonaises ne correspondent pas aux affirmations alliées. À la suite d'un autre raid la veille de Noël, les porte-avions de la marine américaine attaquent la force japonaise à Kavieng, en Nouvelle-Irlande, à l'unisson avec un raid aérien sur Rabaul. Les porte-avions de l'US Navy reviendront à Kavieng le 1er janvier 1944.
Janvier est un mois chargé pour les avions alliés. Tout au long du mois, le commandement japonais consacre de précieux avions et pilotes de porte-avions à la défense de Rabaul. La situation apparemment désespérée dans laquelle les pilotes japonais se trouvent est surnommée « le gouffre des Bismarcks »,. Le mois de janvier s'avère coûteux pour les Japonais : 266 chasseurs détruits sont crédités aux chasseurs et artilleurs de bombardiers de l'US Marine Corps, sans compter les dommages physiques causés aux défenses terrestres de Rabaul. En février, le commandement japonais décide de retirer tous les aviateurs japonais restants et leurs équipages de Rabaul. Entre 70 et 120 avions japonais volent de Rabaul à Truk (qui avait récemment été attaqué par des avions porte-avions de l'US Navy) le matin du 19 février. Leurs précieux mécaniciens tentent de quitter Rabaul par bateau le 21 février, mais leur navire, le Kokai Maru, est coulé par des bombardiers alliés. Cet épisode marque la fin de la résistance aérienne japonaise aux avions alliés au-dessus de Rabaul.

## Conséquences

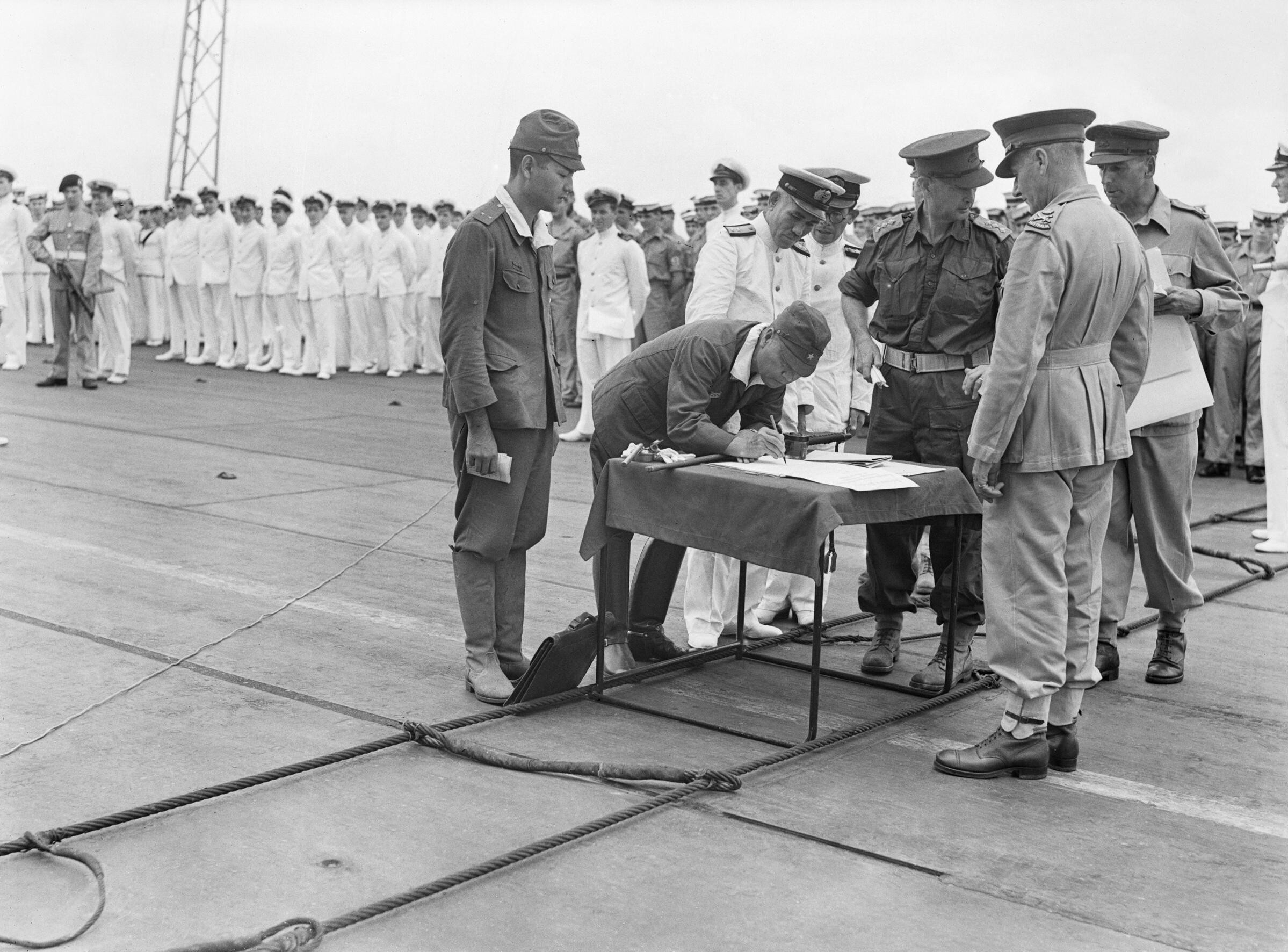
La reddition officielle des forces japonaises à Rabaul le 12 septembre 1945.

Les capacités offensives de Rabaul étant neutralisées, les Alliés décident de renoncer à un assaut terrestre, choisissant plutôt de renforcer leur emprise sur la côte sud de la Nouvelle-Bretagne contre toute contre-attaque japonaise potentielle tout en permettant à la garnison de Rabaul de « se faner sur la vigne ». Les chasseurs et bombardiers alliés continuent à attaquer Rabaul en 1944 et 1945. Les attaques régulières deviendront connues sous le nom de « milk run » parmi les équipages aériens alliés. La seule opposition sur Rabaul demeure le tir anti-aérien, attaquer était devenu une routine pour les aviateurs alliés et leurs équipes de maintenance. Finalement, les forces alliées en viendront à utiliser Rabaul comme exercice de tir réel pour donner aux équipages un avant-goût du combat avant de les engager ailleurs sur le théâtre.
La neutralisation de Rabaul fut finalement un désastre pour les Japonais. La plupart de leurs pilotes de porte-avions expérimentés ont été perdus au-dessus de Rabaul, un grand nombre de leur personnel de maintenance de l'aviation — qui manquaient cruellement — ont été soit perdus lors de leur tentative d'évacuation, soit piégés là-bas, et les Japonais ne disposaient d'aucune base à partir duquel ils pouvaient menacer la présence alliée dans les Salomon. En isolant Rabaul, les Alliés ont effectivement fait de sa grande garnison (qui était plus nombreuse que les défenseurs d'Okinawa) des prisonniers de guerre sans avoir à les combattre. La dernière frappe aérienne alliée sur Rabaul eut lieu le 8 août 1945, quelques semaines seulement avant la capitulation japonaise.